# Duplex weintraubi
Duplex weintraubi là một loài bướm đêm thuộc họ Erebidae được Michael Fibiger mô tả lần đầu tiên vào năm 2010. Nó được tìm thấy ở miền đông Timor.
Sải cánh dài khoảng 8 mm